# Regionalflughafen Prescott–Ernest A. Love Field

i7
i11
i13
Der Prescott Regional Airport, Ernest A. Love Field (IATA-Code: PRC, ICAO-Code: KPRC) ist ein öffentlicher Flughafen, 13 km nördlich von Prescott im Yavapai County, Arizona in den Vereinigten Staaten.

## Flughafendaten
Der Flughafen hat drei Asphaltpisten: eine mit 2322 m Länge und 46 m Breite, eine mit 1477 m Länge und 18 m Breite sowie eine mit 1344 m Länge und 23 m Breite. Die Fläche des Flughafens beträgt 310 ha. Die Seehöhe beträgt 1538 m.

## Geschichte
Der Flughafen wurde im April 1940 eröffnet. Der Flughafen ist nach Ernest A. Love First, Lieutenant des United States Army Air Service, benannt.
Die ersten Flüge einer Fluggesellschaft in Prescott wurden Ende 1947 durch TWA mit Douglas DC-3 durchgeführt.

### 2008–2018
Great Lakes Airlines bediente den Flughafen seit 2008, als Mesa Airlines ihren Vertrag kündigte. Das Unternehmen flog nach Los Angeles und Phoenix. Schließlich flog die Fluggesellschaft wieder zweimal pro Woche nach Denver, Colorado, mit einem Zwischenstopp in Farmington, New Mexico. Im Jahr 2017 kehrte Great Lakes zu zwei Flügen pro Tag nach Los Angeles und zwei Flügen pro Woche nach Denver mit Beechcraft 1900D zurück. Am 26. März 2018 stellte Great Lakes Airlines den Betrieb und alle Linienflüge vom Ernest A. Love Field ein.

### 2018–Gegenwart
Am 17. Juli 2018 kündigte United Airlines die Verbindung vom Ernest A. Love Field nach Denver und Los Angeles mit jeweils einem täglichen Flug an, der am 29. August 2018 begann.[9] Der United Airlines-Dienst wird von SkyWest Airlines (dba United Express) mit 50-sitzigen Bombardier CRJ-200 betrieben.

### Fluggesellschaften, Zeitübersicht
Im Folgenden finden Sie eine Liste aller bekannten Fluggesellschaften, die Prescott angeflogen haben. Die meisten dieser Fluggesellschaften boten Flüge nach Phoenix und Las Vegas sowie Kingman und Bullhead City an:
- Cochise Airlines 1974–1982
- Golden Pacific Airlines 1982–1989
- Sun West Airlines 1984–1985
- Mesa Airlines 1989–1992
- America West Express (Mesa Airlines) 1992–2005

## Flugbetrieb
Im Jahre 2022 wurden 24.100 Passagiere befördert. Im Jahre 2022 fanden 310.870 Flugbewegungen statt, davon 221.557 lokale Bewegungen, 36.164 Zwischenlandungen, 55.313 Air-Taxi-Flüge, 1 Frachtflug und 618 militärische Flüge statt. In diesem Jahr waren hier 214 einmotorige und 16 zweimotorige Flugzeuge sowie 3 Jetflugzeuge und 29 Hubschrauber stationiert.
Der größte Teil des Verkehrs am Prescott Regional Airport besteht aus Trainingsflügen der Embry-Riddle Aeronautical University, umfasst aber auch Trainingsflüge von Betrieben wie Guidance Aviation und North-Aire.

## Zwischenfälle
- Am 28. Februar 1959 kollidierte eine Lockheed L-1049/C-121G Super Constellation der United States Air Force (USAF) (Luftfahrzeugkennzeichen 54-4069) nach dem Start vom Flugplatz Prescott mit zerklüftetem, bewaldetem Terrain 3 Kilometer südlich des Flugplatzes. Die Maschine war von der Litchfield Park Naval Air Station gestartet, um mit ihr in Prescott Touch-and-Go-Übungen zu praktizieren. Alle 5 Besatzungsmitglieder kamen ums Leben.[12]